# موكب اليوم الوطني القطري

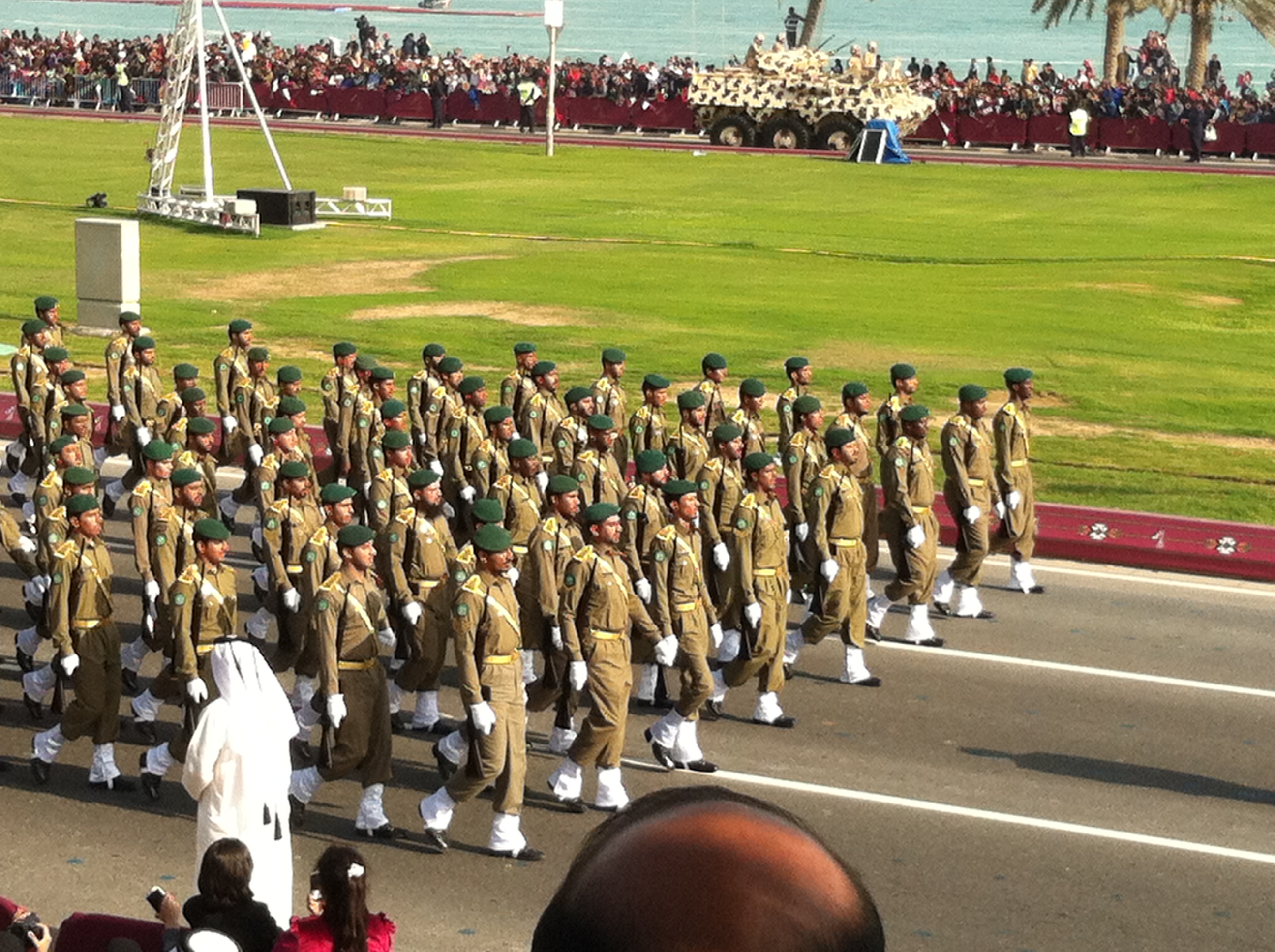
جنود الجيش خلال العرض العسكري عام 2013.

يُقام موكب اليوم الوطني في قطر سنويًا بمناسبة اليوم الوطني لدولة قطر في 18 ديسمبر. تم تحديد العطلة في 21 يونيو 2007 بقرار من ولي العهد آنذاك الشيخ تميم بن حمد آل ثاني. المشاركون الأساسيون في العرض هم من القوات المسلحة القطرية، وقوات الأمن الداخلي، ووزارة الداخلية، والحرس الأميري.
حتى الآن، كانت هناك 12 نسخة من العرض. ويمر العرض عبر كورنيش الدوحة وكذلك بين مسرح قطر الوطني والديوان الأميري.

## كبار الشخصيات حاضرون
- أمير قطر
- الأمير الوالد (إن وجد)
- رئيس وزراء قطر
- رئيس مجلس الشورى
- رئيس مجلس الشورى القطري
- مجلس وزراء قطر
- القادة العسكريون
- الدبلوماسيون الأجانب

## المسيرات حسب السنة

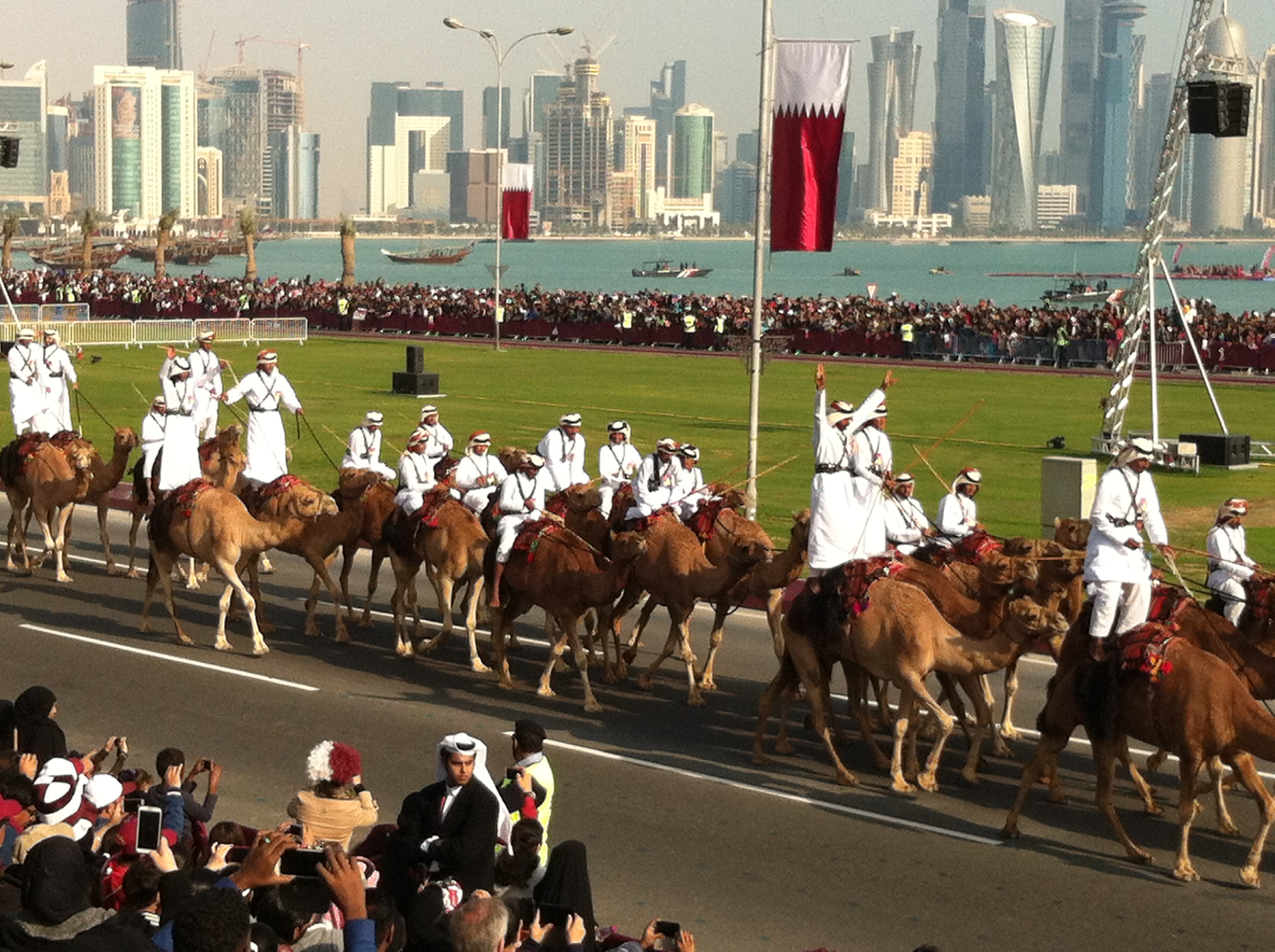
سلاح الفرسان في الدوحة خلال العرض العسكري عام 2013.

- 2016 – تم إلغاء العرض بناءً على أمر حكومي بإلغاء جميع الاحتفالات تضامناً مع أهالي مدينة حلب السورية بعد انتهاء معركة حلب في الحرب الأهلية السورية.[2]
- 2017 – تميزت الذكرى العاشرة لبدء العرض بكسر السابقة من خلال إقامته في فترة ما بعد الظهر بدلاً من الصباح.[3] اعتمد الجنود في العرض أسلوب السير الصيني الذي كان نتيجة التدريب الذي أجراه أعضاء كتيبة حرس الشرف في حامية بكين التابعة لجيش التحرير الشعبي الصيني.[4][5] في السابق، كان العرض يتبع الجيش البريطاني وتم أيضًا عرض قاذفات الصواريخ الباليستية الصينية الصنع.[6]
- 2018 – كان العرض هو الأكبر في تاريخ قطر. وكانت مشاركة الوحدات العسكرية في العرض ثلاثة أضعاف. 90% من الأسلحة التي شوهدت في العرض كانت جديدة بحسب قائد مركز العرض العسكري. أدى هذا إلى تمديد العرض المعتاد الذي يبلغ 17 دقيقة إلى حوالي 45 دقيقة.[7] وأقيم العرض بحضور وزير الدفاع التركي خلوصي أكار. وشاركت أيضًا قوات مهترخانه التابعة للقوات المسلحة التركية.[8] وكانت فرقة من كارابينيري الإيطالية حاضرة أيضًا.[9]
- 2019 – تم إلغاء مراسم القفز بالمظلات بسبب سوء الأحوال الجوية. وكان العرض الأول منذ افتتاح مترو الدوحة، مما ساهم في السفر إلى مكان الحدث.[10]
- 2020 – أُقيمت وسط جائحة كوفيد-19 ، ولم يُسمح بالحضور إلا لعائلات العاملين في القطاع الصحي.[11]